# Subarnapur (Odisha)
Subarnapur (auch Sonapur, Sonpur oder Sonepur) ist eine Stadt im ostindischen Bundesstaat Odisha (Orissa). Sie liegt an der Mündung des Flusses Tel in den Mahanadi und ist Hauptstadt des gleichnamigen Distrikts.
Subarnapur hatte 2011 20.770 Einwohner, während es 2001 17.535 Einwohner waren. Im Jahr 1901 waren es lediglich 8.887 Bewohner. Von der Bevölkerung 2001 waren 53 % Männer und 47 % Frauen. Der Alphabetisierungsgrad liegt bei 74 % (indischer Durchschnitt: 59,5 %) mit 82 % bei Männern und 65 % bei Frauen.

## Geschichte
Der Fürst von Sambalpur Balabhadra Deva eroberte das Gebiet um Subarnapur am Anfang des 17. Jahrhunderts vom Boudh-Fürsten Siddhabhanja Deva. Balabhadra Devas Nachfolger Madhukara Deva wandelte das Gebiet um Subarnapur in den Vasallenstaat Sonpur um und gab es an seinen zweiten Sohn Madan Gopal, der es ab 1640 als eigenes Fürstentum regierte. Das Fürstentum blieb bestehen bis zur Umwandlung in einen orissanischen Distrikt am 1. Januar 1948.

## Persönlichkeiten
- Satya Narayan Bohidar (* 1. August 1913; † 31. Dezember 1980) – arbeitete den Sambalpuri-Dialekt der Oriyasprache aus, indem er ein Wörterbuch erschuf, aber auch Biographien und Übersetzungen im Sambalpuri-Dialekt schrieb.[5]